# Wall (Dakota del Sud)
Wall (in lakota: Makȟóšiča Aglágla Otȟuŋwahe, "città lungo le Badlands") è un comune (town) degli Stati Uniti d'America della contea di Pennington nello Stato del Dakota del Sud. La popolazione era di 766 abitanti al censimento del 2010.

## Geografia fisica
Wall è situata a 43°59′30″N 102°14′27″W (43.991559, -102.240956).
Secondo lo United States Census Bureau, la città ha una superficie totale di 5,73 km², dei quali 5,61 km² di territorio e 0,12 km² di acque interne (2,17% del totale).
A Wall è stato assegnato lo ZIP code 57790 e lo FIPS place code 68380.

## Storia

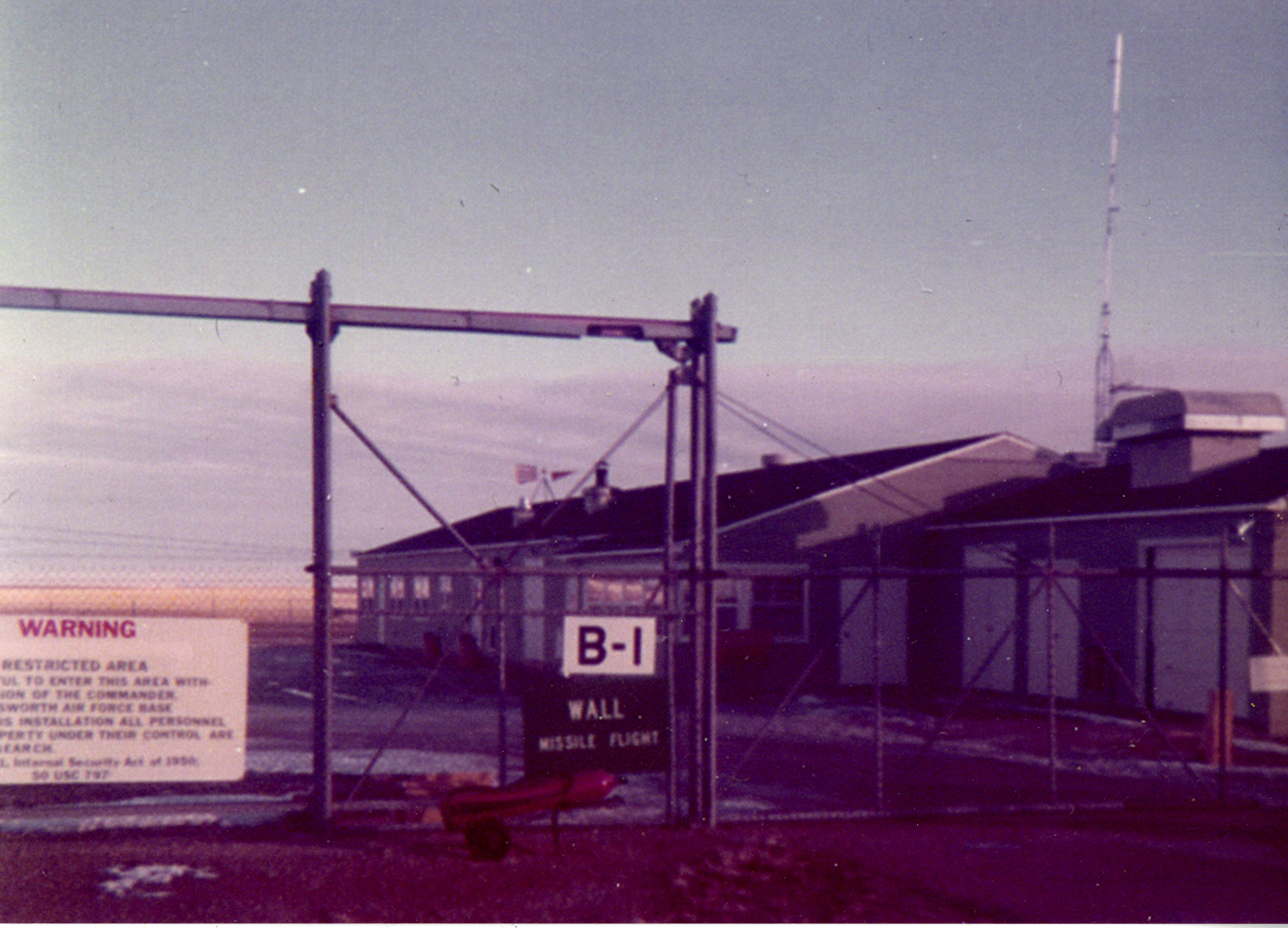
Il controllo del lancio del missile Bravo-01, circa 4 miglia ad ovest di Wall

Wall fu mappata nel 1907 quando la Chicago and North Western Railway fu estesa in quel punto. La città fu incorporata nel 1908. Wall deve il suo nome alle vicine ripide delle Badlands.
La città è più famosa per il Wall Drug Store, che fu aperta come piccola farmacia nel 1931 durante la grande depressione, ma alla fine si sviluppò in una grande attrazione turistica sulla strada.
Il National Grasslands Visitor Center si trova a Wall.

## Società

### Evoluzione demografica
Secondo il censimento del 2010, la popolazione era di 766 abitanti.

### Etnie e minoranze straniere
Secondo il censimento del 2010, la composizione etnica della città era formata dall'88,9% di bianchi, lo 0,13% di afroamericani, il 7,05% di nativi americani, lo 0,13% di asiatici, lo 0% di oceanici, lo 0% di altre razze, e il 3,79% di due o più etnie. Ispanici o latinos di qualunque razza erano l'1,04% della popolazione.